# Chiostro della pace
Il Chiostro della Pace è un'opera di Ettore Sottsass ed Enzo Cucchi, realizzata nel 2005 presso l'Università degli Studi di Salerno e insignita il 28 febbraio 2008 del Premio PAALMA nell'ambito della Triennale di Milano. 

Importante esempio di arte pubblica che promuove i valori della vita collettiva, il Chiostro ha subito in poco tempo danni considerevoli, tanto da rendere necessario, nell'estate del 2013, un complesso intervento di restauro coordinato dalla Prof.ssa Maria Passaro per il Dipartimento di Scienze del Patrimonio Culturale dell'ateneo salernitano.

## Descrizione
A pianta rettangolare di 21x30 metri, l'opera è pensata come luogo di ritrovo, di riparo, dove meditare, leggere e riposare. Come tutti i Chiostri è dotato di portici per ripararsi, di pilastri a un solo ordine, di un giardino e vasche che ospitano quattro sculture. La struttura si eleva su un basamento rivestito di ardesia nera ed è coperta da 4 piastre inclinate e incastrate tra loro come se si trattasse di un delicatissimo gioco di carta di antichissima tradizione, l'origami, rinnovato in chiave moderna. Sottsass ha approfondito negli anni il dialogo con altre culture, in particolare quella giapponese. Basti pensare alla recente mostra "Kuramata-Sottsass: l'importanza dei sogni e dell'amore" del 2011 al 21 21 Design Sight di Tokyo.

Allo sguardo la solidità del Chiostro, poggiato su possenti pilastri circolari, è ammorbidita dai colorati rivestimenti in grès porcellanato ceramica Vogue. Sorvegliata da due ulivi mediterranei, la passeggiata intorno al cortile erboso ha come principali punti d'interesse le quattro sculture-fontana realizzate da Enzo Cucchi in terracotta, ceramica invetriata e fibra di vetroresina: Sfera con teschi, Testa di cavallo, Montagna con teschi, Busto di uomo supino. Emergendo dal muro o interrompendolo, le sculture di Cucchi aprono dei varchi nell'architettura, liberando i contenuti simbolici dell'insieme. Sono opere che appartengono al tradizionale alfabeto visivo di Cucchi eppure, in questo spazio concluso ma aperto, libero e invitante si accordano con il sentimento del luogo. Le quattro opere si ispirano a tematiche universali, alla statuaria classica, all'ignoto, all'allegorico ma anche a questioni individuali, alla solitudine, alla vita, alla morte. L'aspetto sacrale, d'altra parte, appartiene intrinsecamente a tutta l'opera di Cucchi e, da sempre, si intreccia con il profano, il laico.
Le sculture sono state rese nuovamente leggibili, a seguito del degrado ambientale e di episodi di vandalismo, dall'intervento del restauratore Antonio Rava.

## Il concorso
Per prevenire futuri fenomeni di vandalismo, il Dipartimento di Scienze del Patrimonio Culturale dell'Università degli Studi di Salerno ha lanciato, nell'ambito del progetto di restauro, un piano di comunicazione e sensibilizzazione che ha promosso la presenza dell'opera sui social network e la realizzazione di reportage a fini documentari e didattici a cura del giornalista e videomaker Alessandro Paolo Lombardo.

In particolare il 1º novembre 2013 è stato lanciato il concorso creativo "InChiostro", orientato agli studenti dell'ateneo.
Articolato in due sezioni (fotografia e scrittura creativa), scopo del concorso è stata la selezione di una foto e un testo da inserire nel catalogo dedicato al restauro dell'opera, edito nel da Umberto Allemandi & C.